# Paco Elvira
Francisco José Elvira Huse, reconocido profesionalmente como Paco Elvira, (Barcelona, 30 de octubre de 1948 - Sitges, 30 de marzo de 2013) fue un fotógrafo español.

## Biografía
Estudió en la Facultad de Ciencias Económicas desde donde fotografió la lucha universitaria en los últimos años del franquismo.
Después de la muerte de Franco, realizó una serie de reportajes de tipo social sobre la transición entre los que destacan: ETA, mineros, el paro, jornaleros andaluces, huelgas, reconversiones, etc., para revistas como Mundo, Primera Plana, Interviú y la agencia Cover.
La publicación Photography Year Book publicó en dos ocasiones sus fotos entre las mejores del año. En 1987 obtuvo una beca de la Universidad Menéndez Pelayo para fotografiar el marisqueo en Galicia y para su posterior publicación en un libro titulado Galicia a pie de foto. Una de dichas fotos obtuvo uno de los premios Fotopress. En 2004 su reportaje Misión en Kabul, publicado en el Magazine de la Vanguardia, ganó el premio Civismo al mejor reportaje otorgado por el Departamento de Bienestar y Familia de la Generalidad de Cataluña. También ganó el premio Pica d'Estats.
Fotografió como enviado especial, para publicar en los medios más importantes del país: China, Japón, Filipinas, Israel, Cuba, Argentina, México, Brasil, Zanzíbar, Camerún, Nicaragua, Argelia, Afganistán (Kabul), conflictos en Croacia y en la frontera de Kosovo durante la guerra de los Balcanes. Destacan sus cinco viajes para cubrir los problemas de Irlanda del Norte.
Colaboró regularmente con los suplementos dominicales de los diarios La Vanguardia y El Periódico de Cataluña, y con las agencias Cover y A.G.E. Fotostock, también fue fotógrafo de Interviú. Fue editor gráfico del diario Record y de los 6 números publicados de la revista Públic.
Fue profesor de fotoperiodismo en la Facultad de Ciencias de la Comunicación de Bellaterra, de Géneros y edición fotográfica en la Facultad de Periodismo de la Universidad Pompeu Fabra y de fotografía de reportaje en la escuela IDEP. 
Su experiencia como bloguero le permitió viajar a diversos lugares, y su blog es considerado uno de los más influyentes: www.pacoelvira.com (enlace roto disponible en Internet Archive; véase el historial, la primera versión y la última).
Desaparecido el 30 de marzo de 2013, la policía encontró su cuerpo sin vida el 1 de abril de 2013. Al parecer, murió despeñado en la roca La Falconera en el Macizo del Garraf (Sitges, provincia de Barcelona), donde fotografiaba lugares de su reciente novela "Un día de mayo".

## Obras publicadas
- Barcelona vista pels grans fotògrafs (Lunwerg, Barcelona, 2013);
- La Segunda Guerra Mundial (Lunwerg, Barcelona, 2012);
- La Segunda República Española (Lunwerg, Barcelona, 2012);
- La Transición Española (Lunwerg, Barcelona, 2011);
- La Guerra Civil Española (Lunwerg, Barcelona, 2011);
- Un día de mayo (Galeria Valid Foto BCN, Barcelona, 2011);
- Latidos de un mundo convulso (Lunwerg, Barcelona, 2007);
- Zaragoza (Lunwerg, Barcelona, 2005);
- De cara al mar (Lunwerg, Barcelona, 2004);
- Duero, historia viva (Lunwerg, Barcelona, 2004);
- Ciutat Vella, ciutat construïda (El Cep i la Nansa Edicions, Barcelona, 2003);
- Rubí, en molts sentits (Lunwerg, Barcelona, 2001);
- Vint Anys d'Ajuntaments Democrátics (Diputació de Barcelona, Barcelona, 1999);
- La Diagonal (Main S.A., Barcelona, 1999);
- La Illa (Main S.A., Barcelona);
- Barcelona, plein air (Lunwerg, Barcelona, 1998);
- Terrassa, llibre d'hores (Lunwerg, Barcelona, 1998);
- Barcelona, ciudad de sensaciones (Lunwerg, Barcelona, 1997);
- La Rambla (Lunwerg, Barcelona, 1988);